# Акита (город)
А́кита (яп. 秋田市 Акита-си) — центральный город Японии, административный центр одноимённой префектуры. Площадь города составляет 905,67 км², население — 318 926 человек (1 августа 2014), плотность населения — 352,14 чел./км².
Акита расположена в западной части префектуры. Она является одним из крупнейших населённых пунктов региона Тохоку. Возникла на основе призамкового посёлка правителей княжества Кубота и порта Цутидзаки, предназначенного для купеческих кораблей Японского моря.
В центре города расположены торгово-коммерческие районы, на севере — порт и тепловая электростанция, а на юге — аэропорт. Также, на территории города, в районе Ябасэ, находятся крупнейшие в Японии нефтяные месторождения, использование которых пока приостановлено.
Акита славится «акитскими красавицами», качественным сакэ и самыми высокими показателями его потребления во всей Японии.

## География

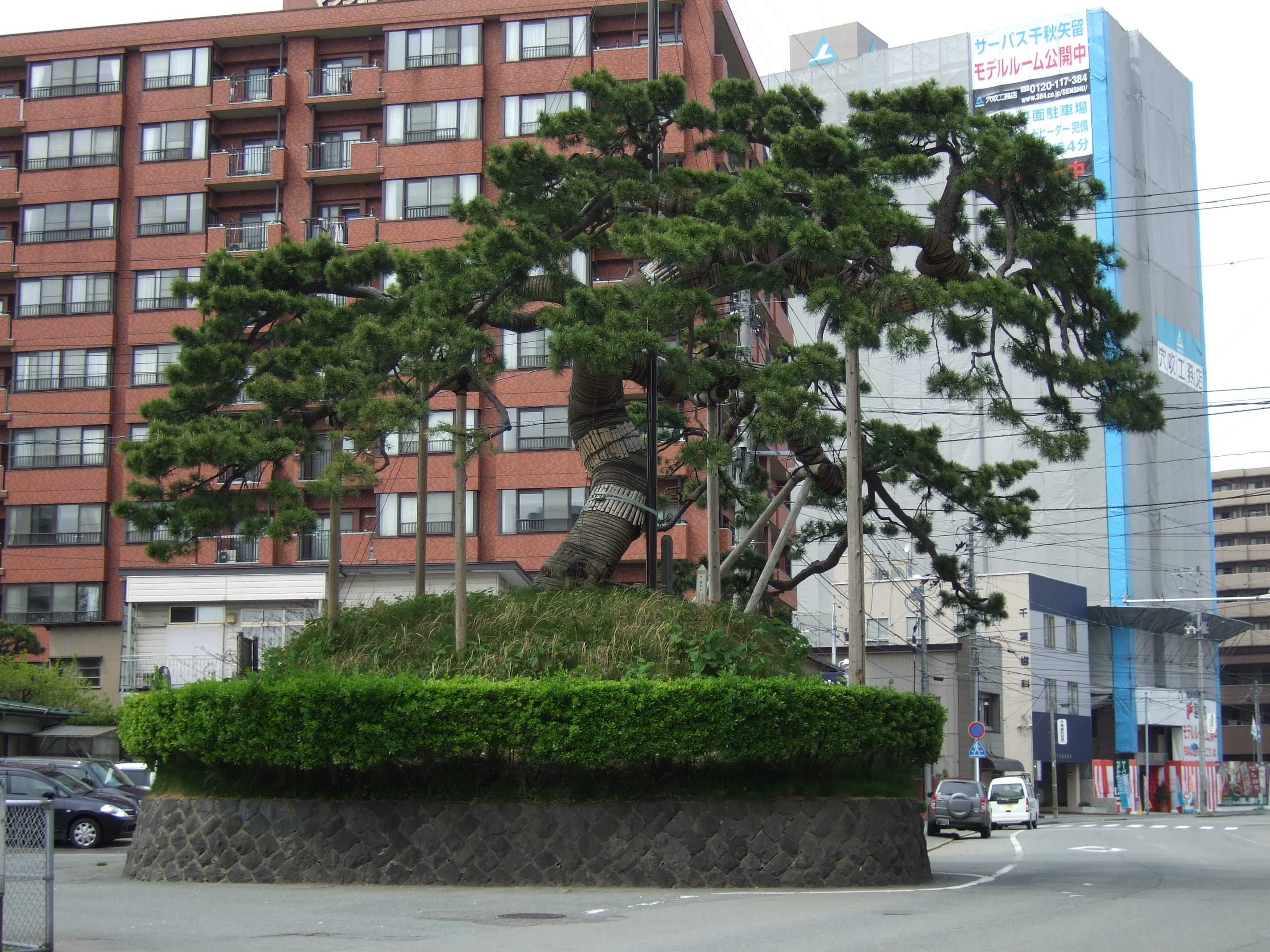
В Аките много зелёных насаждений, парков и лесов. Эта «Ястребова сосна», посаженная когда-то на дамбе, насчитывает несколько сот лет.

Акита расположена на северо-восточном берегу Японского моря, в южной части равнины Акита, по которой протекают две крупные водные артерии — река Омоно и канал Акита. В восточных районах города преобладают холмы и горы.
Акита граничит на севере с городом Катагами, посёлками Годзёме и Икава, и селом Камикоани. На востоке она имеет общую границу с городами Китаакита и Сембоку. На юго-востоке Акиту подпирает город Дайсен, а на юге — Юрихондзё. Запад города Акита омывается водами Японского моря.
Около 45,65 га территории города занимают лесные массивы, а 18,46 га — парки.

### Климат
Климат Акиты умеренный. Средняя температура воздуха в 1999—2007 годах колебалась между 11-12 °C. В 2008 году самая низкая температура составляла −5,0 °C, самая высокая — 37,0 °C. Среднее количество осадков относительно высоко по сравнению с другими городами Японии — 1500—1700 мм в год. Из-за природного феномена «снежной страны» среднегодовая толщина снежного покрова в Аките занимает 7 место в мире. С 1981 по 2010 год там в среднем выпадало 377 см снега.
| Показатель                         | Янв.  | Фев. | Март | Апр. | Май   | Июнь | Июль  | Авг.  | Сен.  | Окт.  | Нояб. | Дек.  | Год    |
| ---------------------------------- | ----- | ---- | ---- | ---- | ----- | ---- | ----- | ----- | ----- | ----- | ----- | ----- | ------ |
| Средний суточный максимум, °C      | 2,4   | 2,7  | 6,6  | 13,6 | 18,7  | 22,7 | 26,3  | 28,6  | 24,0  | 18,0  | 11,5  | 5,6   | 15,1   |
| Средняя температура, °C            | −0,4  | −0,3 | 2,8  | 9,1  | 14,2  | 18,6 | 22,6  | 24,4  | 19,6  | 13,1  | 7,4   | 2,5   | 11,2   |
| Средний суточный минимум, °C       | −3,2  | −3,3 | −0,9 | 4,5  | 9,6   | 14,8 | 19,2  | 20,7  | 15,6  | 8,7   | 3,6   | −0,5  | 7,4    |
| Норма осадков, мм                  | 128,8 | 93,1 | 97,5 | 134  | 114,1 | 117  | 186,7 | 189,7 | 181,9 | 149,5 | 181,7 | 172,4 | 1746,4 |
| Источник: Гонконгская обсерватория |       |      |      |      |       |      |       |       |       |       |       |       |        |

## История

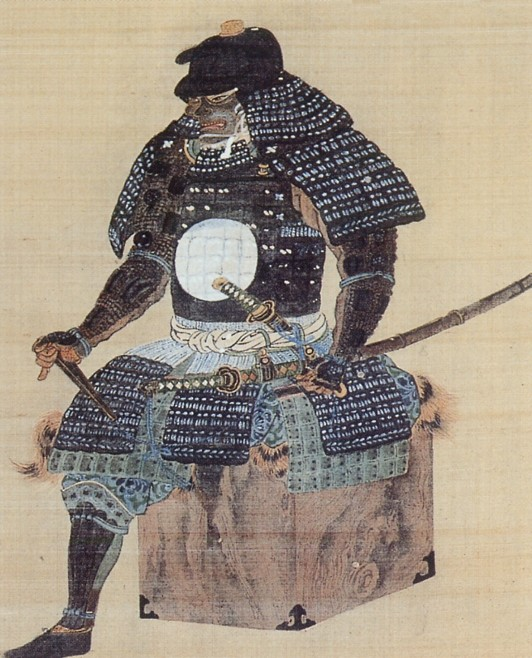
Сатакэ Ёсинобу — основатель замка Кубота и города Акита

Поселения на территории равнины Акита существовали в палеолите и неолите. В начале 1 тысячелетия крупные поселения переросли в городища. Вероятно, они были центрами племён эмиси, автохтонного дояпонского населения региона.
В 733 году на территорию современной Акиты прибыли завоеватели из государства Ямато, потомки большей части современных японцев, и основали здесь замок Акита — административный центр молодого японского государства на землях эмиси. В XI веке, в результате окончательного покорения автохтонов и объединения острова Хонсю под властью японских правителей, замок был заброшен.
В 1604 году, после установления сёгуната Токугава, род Сатакэ, который владел землями провинции Хитати в районе современной префектуры Ибараки, был насильно переведён центральной властью управлять землями равнины Акита. Глава этого рода Сатакэ Ёсинобу построил в лесу Ядомэ замок Кубота, возле которого заложил одноимённый призамковый посёлок — будущую Акиту. До середины XIX века, в ходе всего периода Эдо, посёлок Кубота играл роль общественно-экономического центра княжества Кубота, владения рода Сатакэ.
В результате административной реформы 1871 года княжество Кубота было переименовано в княжество Акита, а посёлок Кубота — в Акиту. Вскоре княжество ликвидировали, создав на его месте префектуру Акита, а посёлок превратили в её политико-административный центр.
1 апреля 1889 года посёлку Акита был предоставлен статус города. В 1901 году для обслуживания городского порта построили электростанцию, а с 1902 года — железнодорожный вокзал. В 1914 году в районе Ябасэ были открыты нефтяные месторождения, что дало толчок экономическому развитию города. Однако с началом Второй мировой войны и постепенным упадком японской экономики город оказался в кризисе. Во время войны, в 1945 году 134 самолетов авиации США бомбили городской порт Цутидзаки.
С наступлением мирной эпохи началось восстановление города. В 1949 году был основан Акитский университет, в 1961 — аэропорт, а в 1975 основал аналог локальной биржи — центральный рынок оптовых продаж товаров Акиты.
1 апреля 1997 Акита была занесена в список центральных городов Японии.

## Достопримечательности
| Памятник | Описание | Памятник | Описание |
|          | Замок Акита — форпост японского государства Ямато на землях автохтонов эмиси, стоявший на протяжении VIII—XI веков. Сегодня от него сохранились лишь руины. Ряд зданий и главные ворота реставрированы.            |          | Замок Кубота — центр средневекового княжества Кубота, владение самурайского рода Сатакэ. В течение нескольких сот лет укрепления этого замка остаются символом Акиты.                                                                       |
|          | Тэнтокудзи — буддистский монастырь 15 века дзэн-секты Сото. Первоначально находился на территории современной префектуры Ибараки, но был перенесён родом Сатаке в 17 веке в Акиту. Служил усыпальницей этого рода. |          | Стоянка Дзизодэн — археологический комплекс, представленный палеотическим и неолитическим поселением, а также городищем периода Яёй. Большинство сооружений стоянки реставрированы жителями города, а она сама служит краеведческим музеем. |

## Экономика
Акита расположена поблизости от одного из самых важных японских нефтяных месторождений, поэтому значительную роль в экономике города играет нефтепереработка. Другие отрасли промышленности включают в себя химическую, целлюлозно-бумажную, машиностроительную и металлообрабатывающую отрасли.

## Города-побратимы
Акита породнена с семью городами:
- Ланьчжоу, КНР (5 августа 1982);
- Пассау, Германия (8 апреля 1984);
- Кенай, США (22 января 1992);
- Сент-Клауд, США (1993);
- Владивосток, Россия (29 июня 1992);
- Хитатиота, Япония;
- Дайго, Япония.

## Администрация
Администрация города расположена по адресу Акита-си, Санно 1 тёмэ, 1-1. Телефон администрации — 018—866-2033.